# Wuraola Esan
Wuraola Adepeju Esan, née en 1909, morte en 1985, est une enseignante, une féministe et une femme politique nigériane. Issue de la noblesse traditionnelle, elle a reçu également le titre honorifique de Iyalode (Première Dame)  d'Ibadan.

## Biographie
Wuraola Adepeju Esan est née en 1909 à Calabar. Ses parents n'ont pas reçu de formation occidentale bien qu'ils aient encouragé l'éducation occidentale de leurs enfants. Elle fréquente un collège baptiste pour jeunes filles, avant de se rendre au United Missionary College pour obtenir un diplôme de formation des enseignants. De 1930 à 1934, elle est professeur de sciences domestiques dans une école de formation missionnaire à Akure. Elle épouse ensuite Victor Esan en 1934 et ils vivent brièvement à Lagos. Quelques années plus tard, elle retourne vivre à Ibadan.
Les possibilités d'éducation offertes aux femmes à l'époque coloniale étant limitées, elle crée en 1944  l'Ibadan People's Girls Grammar School,. 
Dans les années 1950, elle fait son entrée dans la politique, et adhère au Action Group (en). En 1960, elle devient la première femme membre de l'Assemblée nationale nigériane, en tant que sénatrice, dans un pays redevenu indépendant depuis peu. En 1975, elle se voit attribuer le titre d'Iyalode, rang de haut chef à Ibadan.